# Fernando Argila
 (septembre 2014).
Si vous disposez d'ouvrages ou d'articles de référence ou si vous connaissez des sites web de qualité traitant du thème abordé ici, merci de compléter l'article en donnant les références utiles à sa vérifiabilité et en les liant à la section « Notes et références ».
Fernando Argila Pazzaglia, né le 26 décembre 1920 à Barcelone (Catalogne, Espagne) et mort le 8 janvier 2015, est un footballeur, basketteur et entraîneur espagnol de football. Au football, il joue au poste de gardien de but.

## Biographie

### Clubs
Après avoir joué pendant deux saisons avec l'équipe de basket-ball du FC Barcelone, il devient gardien de but de l'équipe de football du Barça de 1941 à 1943. Il joue peu car il coïncide avec deux grands gardiens comme Juan José Nogués et Luis Miró.
En 1943, il part jouer au Real Oviedo où il passe ses meilleures années. Il défend les couleurs d'Oviedo jusqu'en 1957, avec un brève interruption lors de la saison 1951-1952 lorsqu'il joue avec l'Atlético de Madrid.
En 1957, il met un terme à sa carrière de joueur et devient entraîneur, notamment du Real Oviedo, du Sporting de Lisbonne, de l'Espanyol de Barcelone et du CE Europa.

### Équipe nationale
Fernando Argila joue un match avec l'équipe d'Espagne le 6 janvier 1954 face à la Turquie (victoire 4 à 1). C'est son seul match en équipe nationale.

### Après carrière
Il est le grand-père de Viran Morros, joueur international espagnol de handball.
Il meurt le 8 janvier 2015, à l'âge de 94 ans, alors qu'il était le doyen des anciens du FC Barcelone.

## Palmarès
Avec le FC Barcelone :
- Vainqueur de la Coupe d'Espagne en 1942